# Joseph M. Newman
Joseph M. Newman (Logan, 17 agosto 1909 – Simi Valley, 23 gennaio 2006) è stato un regista statunitense, ha diretto nel 1955 la space opera Cittadino dello spazio (This Island Earth).

## Biografia
La sua carriera include episodi di Ai confini della realtà e Alfred Hitchcock presenta.

## Filmografia

### Cinema
- Man's Greatest Friend (1938)
- The Story of Alfred Nobel (1939)
- Money to Loan – cortometraggio (1939)
- The Story That Couldn't Be Printed (1939)
- Maintain the Right (1940)
- Know Your Money (1940)
- Women in Hiding (1940)
- Cat College (1940)
- Buyer Beware (1940)
- Respect the Law (1941)
- Coffins on Wheels (1941)
- Triumph Without Drums (1941)
- Don't Talk (1942)
- Vendetta (1942)
- Northwest Rangers (1942)
- The Luckiest Guy in the World (1947)
- The Amazing Mr. Nordill (1947)
- Jungle Patrol (1948)
- La tratta degli innocenti (Abandoned) (1949)
- The Great Dan Patch (1949)
- Il covo dei gangsters (I'll Get You for This) (1950)
- Mondo equivoco (711 Ocean Drive) (1950)
- The Guy Who Came Back (1951)
- Le memorie di un dongiovanni (Love Nest) (1951)
- Duello nella foresta (Red Skies of Montana) (1952)
- I banditi di Poker Flat (The Outcasts of Poker Flat) (1952)
- L'ultima freccia (Pony Soldier) (1952)
- Traversata pericolosa (Dangerous Crossing) (1953)
- Giungla umana (The Human Jungle) (1954)
- Cittadino dello spazio (This Island Earth) (1955)
- Bacio di fuoco (Kiss of Fire) (1955)
- I trafficanti di Hong Kong (Flight to Hong Kong) (1956)
- Death in Small Doses (1957)
- War of the Planets – cortometraggio (1958)
- Il forte del massacro (Fort Massacre) (1958)
- Duello alla pistola (The Gunfight at Dodge City) (1959)
- Il grande circo (The Big Circus) (1959)
- Tarzan, l'uomo scimmia (Tarzan, the Ape Man) (1960)
- Anche i gangster muoiono (The Lawbreakers) (1960)
- Westinghouse Desilu Playhouse (1960)
- Il padrone di New York (King of the Roaring 20's - The Story of Arnold Rothstein) (1961)
- Twenty Plus Two (1961)
- I trecento di Fort Canby (A Thunder of Drums) (1961)
- Testa o croce (The George Raft Story) 1961)

### Televisione
- The Asphalt Jungle – serie TV (1961)
- Ai confini della realtà (The Twilight Zone) – serie TV (1963-1964)
- L'ora di Hitchcock (The Alfred Hitchcock Hour) – serie TV (1963-1965)
- La grande vallata (The Big Valley) – serie TV (1965)